# Penthimia formosa
Penthimia formosa är en insektsart som beskrevs av Yang, C. Penthimia formosa ingår i släktet Penthimia och familjen dvärgstritar. Inga underarter finns listade i Catalogue of Life.